# 蒂莫西·阿什

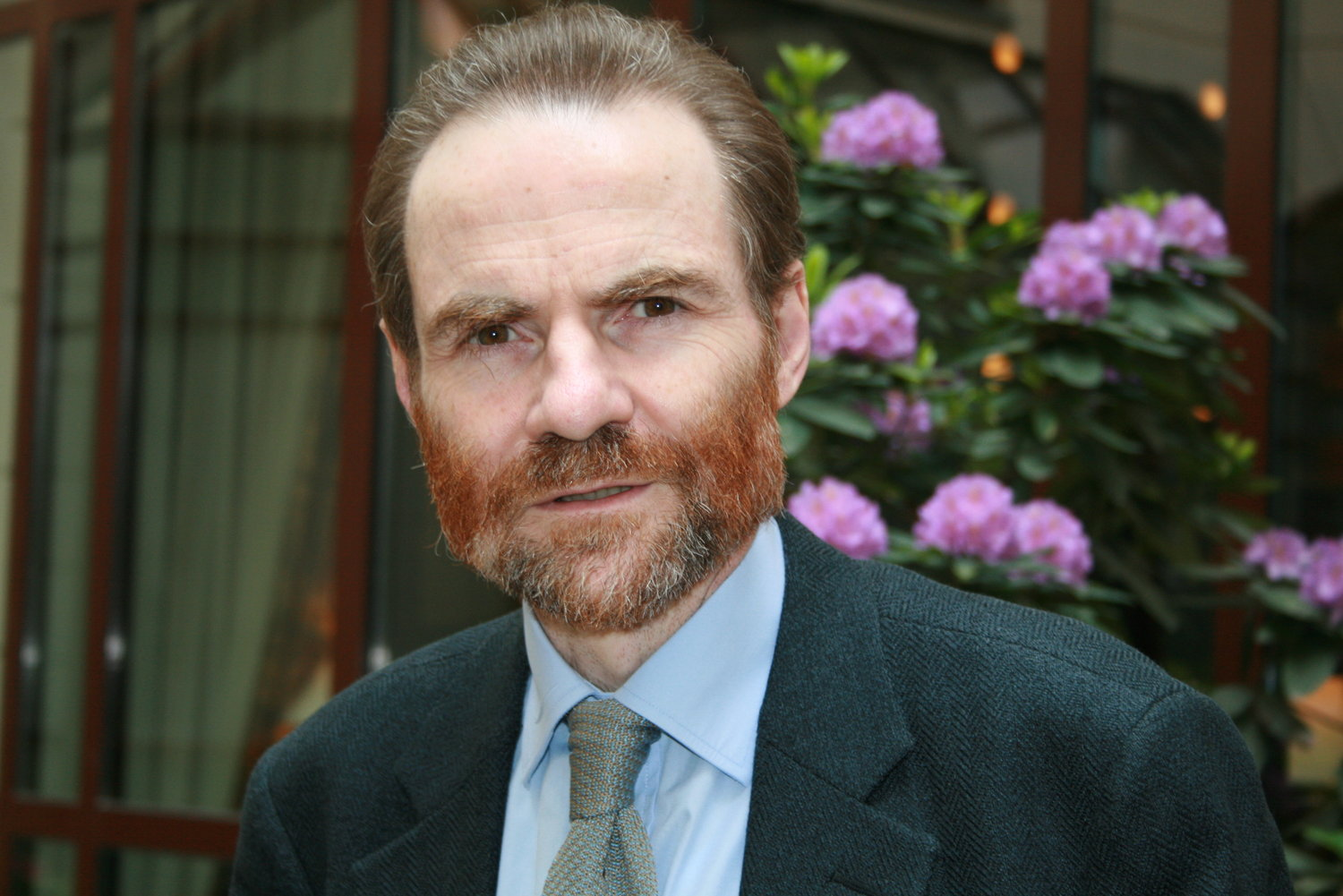
蒂莫西·阿什

蒂莫西·加顿·阿什（英語：Timothy Garton Ash；1955年7月12日—）是牛津大学历史学教授，以对中东欧现当代史的研究蜚声学界，是西方世界很有影响力的知识分子。毕业于牛津大学，曾留学德国柏林自由大学及柏林洪堡大学。现为牛津大学历史研究所高级研究员。

## 早期
蒂莫西·阿什是約翰·加頓·阿什（John Garton Ash）和洛娜·朱迪思·弗里克（Lorna Judith Freke）之子。他的父親曾就讀劍橋大學三一學院，從事金融業，並在第二次世界大戰期間擔任英國陸軍皇家砲兵軍官。蒂莫西·阿什曾就讀於薩裡郡欣德黑德的聖埃德蒙學校、英格蘭西南部多塞特郡的公立學校舍伯恩學校，之後在牛津大學埃克塞特學院學習現代史。
為了獲得研究生學位，他進入牛津大學聖安東尼學院，之後就讀當時仍處於分裂狀態的西柏林自由大學和東柏林洪堡大學。在東柏林學習期間，他受到史塔西的監視，成為1997年出版《檔案》的基礎。蒂莫西·阿什在史塔西眼中是一個可疑人物，他們認為他是一個「資產階級自由主義者」和潛在的英國間諜。
儘管蒂莫西·阿什否認自己是英國情報人員，但他稱自己是“敵後士兵”，並稱德意志民主共和國是一個“非常骯髒的政權”。

## 職業
1989年，他成为牛津大学圣安东尼学院研究员。2000年成为斯坦福大学胡佛研究所高级研究员，2004年在牛津大学任教。自2004年起他在英国《卫报》开辟每周专栏，并且是《纽约书评》长期撰稿人。
2005年，蒂莫西·阿什被《時代雜誌》評選為100位最具影響力的人物之一。文章稱“大多數歷史著作都只放在書架上，但蒂莫西·阿什撰寫的歷史著作更有可能擺在世界決策者的辦公桌上。”
2017年獲得查理曼獎（Karlspreis），該獎為表揚促進歐洲一體化人物的獎項。

## 著作
- Und willst du nicht mein Bruder sein: Die DDR heute, (Rowohlt, 1981).
- The Polish Revolution: Solidarity, 1980-82, (J. Cape, 1983).
- The Uses of Adversity: Essays on the Fate of Central Europe, (Random House, 1989).
- The Magic Lantern: the Revolution of '89 Witnessed in Warsaw, Budapest, Berlin, and Prague, (Random House, 1990).
- In Europe's Name: Germany and the Divided Continent, (Random House, 1993).
- The File: A Personal History (Random House, 1997)
- History of the Present: Essays, Sketches, and Dispatches from Europe in the 1990s (Allen Lane, 1999)
- Free World: America, Europe, and the Surprising Future of the West (Random House, 2004)
- Facts are Subversive: Political Writing from a Decade without a Name (Atlantic Books, 2009)